# Panicum petrense
Panicum petrense är en gräsart som beskrevs av Jason Richard Swallen. Panicum petrense ingår i släktet vipphirser, och familjen gräs. Inga underarter finns listade i Catalogue of Life.